# Swiss001
尼古拉斯·“尼克”·施密德 （德語：Niklaus "Nick" Schmid，2004年6月2日-），網名為Swiss001，是一位瑞士裔德国人YouTuber，在YouTube拥有超过60.7万订阅者。在YouTube主要上传模拟飞行有关的影片。

## 生平
- 2017年，發佈第一條影片，同年年底突破一萬訂閱。[2]
- 2018年8月，獲得十萬訂閱，於YouTube發佈慶祝其十萬訂閱的音樂影片。[3]
- 2020年5月21日，於YouTube頻道發布有關他成為西瑞斯SR20（英语：Cirrus SR20）飞行员的影片。[4]

## 相關連結
- YouTube上的Swiss001頻道
- Swiss001的Instagram帳戶